# وكالة التلغراف في الاتحاد السوفياتي

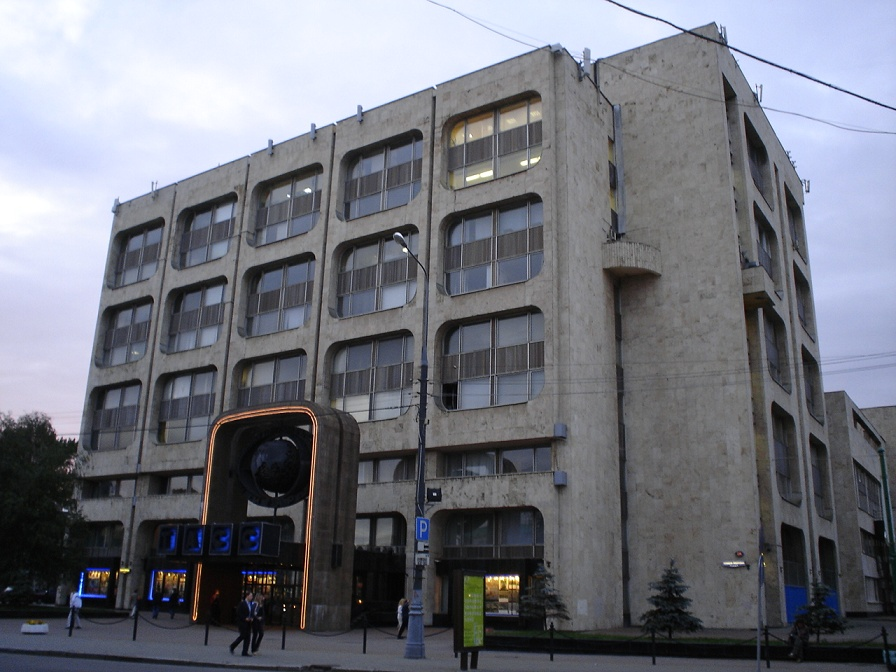
صورة لمقر مبنى الوكالة في موسكو

وكالة تلغراف الاتحاد السوفياتي (باللغة الروسية: Телграфное агентство Советского Союза, Telegrafnoe agentstvo Sovetskogo) وتعرف اختصاراً باسم تاس (TASS) كانت وكالة الأنباء الرسمية لجمهورية الاتحاد السوفياتي الاشتراكي. وهي الوكالة المركزية لجمع وتوزيع الأخبار الوطنية والدولية لجميع محطات التلفزيون والمحطات الإذاعية والصحف. وكان لديها احتكار على المعلومات الرسمية للدولة، والتي تم تسليمها في شكل تقرير تاس الروسية. أنشئت بموجب مرسوم في 25 يوليو 1925 من وكالة ROSTA القديمة.

## روابط خارجية
- الموقع الرسمي